# Столица (журнал)
«Столица» — советский, а затем российский еженедельный общественно-политический журнал, выходивший в 1990—1997 годах в Москве. Основатель и первый главный редактор — Андрей Мальгин.

## История
Первый номер журнала вышел в августе 1990 года, через несколько дней после вступления в действие Закона о печати, отменившего цензуру. Тираж первого номера составил 300 тыс. экземпляров. Учредителем журнала в 1990—1993 годах был Моссовет. В 1991 году в период путча журнал «Столица» попал в число запрещённых изданий. Вечер по случаю годовщины журнала в Киноцентре на Красной Пресне был отменён, и в результате состоялся 2 октября и транслировался по российскому телевидению.
В 1993 году (после роспуска Моссовета в результате октябрьских событий 1993 года) учредителем стал коллектив редакции. В декабре 1995 года испытывавший финансовые трудности коллектив редакции уступил права учредителя издательскому дому «Коммерсантъ». Всего под началом А. Мальгина до перехода в ИД «Коммерсантъ» было выпущено 209 номеров журнала. Журнал «Столица» под руководством А. Мальгина выходил в ИД «Коммерсантъ» с января по май 1996 года.
Затем ИД «Коммерсантъ» принял решение уволить редакцию во главе с Мальгиным и назначил главным редактором Глеба Пьяных. Последний собрал новую редакцию и подготовил несколько номеров, ни один из которых не был опубликован.
Наконец, с января по ноябрь 1997 года журнал выходил под началом главного редактора Сергея Мостовщикова. «Столица» Мостовщикова выходила нерегулярно, примерно раз в две недели, всего им было выпущено 23 номера. В конце 1997 года ИД «Коммерсантъ» принял решение о закрытии проекта — как полагает А. Тимофеевский, «в момент её робкого расцвета, когда туда наконец пошла реклама». «Столица» в версии Мостовщикова рассматривается некоторыми экспертами как одно из наиболее ярких явлений российской журналистики 1990-х годов; в то же время Валерий Панюшкин полагает, что это было издание «о тысяче человек для тысячи человек»: «„Столица“ была даже не журнал, а клуб, где ты можешь делать что угодно, но никак не можешь выйти».